# В'юнівщина
В'юні́вщина — село в Україні, у Рівненському районі Рівненської області. Населення становить 64 осіб.

## Географія
Село розташоване на правому березі річки Усті.

## Населення
Згідно з переписом УРСР 1989 року чисельність наявного населення села становила 93 особи, з яких 40 чоловіків та 53 жінки.
За переписом населення України 2001 року в селі мешкали 64 особи. 100 % населення вказало своєю рідною мовою українську мову.